# دوايت إيفانز
دوايت إيفانز (بالإنجليزية: Dwight E. Evans)‏ هو سياسي أمريكي، ولد في 16 مايو 1954 في فيلادلفيا في الولايات المتحدة. حزبياً، نشط في الحزب الديمقراطي.

## مناصب
- في انتخابات مجلس النواب الأمريكي 2014 [الإنجليزية]‏، انتخب عضو مجلس النواب الأمريكي عن دائرة Pennsylvania's 2nd congressional district [الإنجليزية]‏ وقد انضم خلال فترته النيابية [الإنجليزية]‏ (14 نوفمبر 2016 – 3 يناير 2017)  للكتلة البرلمانية الحزب الديمقراطي.
- في انتخابات مجلس النواب الأمريكي 2016، انتخب عضو مجلس النواب الأمريكي عن دائرة Pennsylvania's 2nd congressional district [الإنجليزية]‏ وقد انضم خلال فترته النيابية [الإنجليزية]‏ (3 يناير 2017 – 3 يناير 2019)  للكتلة البرلمانية الحزب الديمقراطي.
- انتخب عضو مجلس النواب الأمريكي.
- انتخب عضو مجلس نواب بنسيلفانيا (1980 – 2016).

## وصلات خارجية
- الموقع الرسمي